# Гурду-Лесер GLa
Гурду-Лесер GLa (фр. Gourdou Leseurre GLa) је ловачки авион направљен у Француској. Авион је први пут полетео 1918. године. 

Због превелике тежине и потребе за модификацијама крила наруџба 100 серијских авиона је одгођена. Конструктори су зато пришли раду на идућем моделу, Гурду-Лесер GL-2.
Највећа брзина авиона при хоризонталном лету је износила 242 km/h.
Распон крила авиона је био 9,00 метара, а дужина трупа 6,60 метара. Празан авион је имао масу од 594 килограма. Нормална полетна маса износила је око 780 килограма.

## Наоружање
| Наоружање авиона: Гурду-Лесер  |     |
| Ватрено (стрељачко) наоружање  |     |
| Топ                            |     |
| Митраљез                       |     |
| Број и ознака митраљеза        | 2   |
| Калибар                        | 7,7 |
| Бомбардерско наоружање (бомбе) |     |
| Ракетно наоружање (ракете)     |     |